# Рыбицкая, Наталья
Наталья Рыбицкая (пол. Natalia Rybicka; род. 1 октября 1986, Варшава) — польская актриса театра и кино.

## Биография
Родилась 1 октября 1986 года в Варшаве.
Наталья дебютировала в Театре-Студии в Варшаве. Она является выпускницей класса искусства. В 2010 году окончила Театральную академию в Варшаве. У Натальи есть два брата Пётр (1988 года рождения) и Павел (1995 года рождения). Она преподаёт современные, классические танцы и диско. Дважды побеждала на соревнованиях в Польше по фристайлу. На сегодняшний день живёт в Варшаве.

## Фильмография
| Год  | Название                          | Персонаж                      |
| ---- | --------------------------------- | ----------------------------- |
| 1999 | На добро и на зло (сериал)        | Сандра Барска                 |
| 2000 | Плебания (сериал)                 | Марыся (2005)                 |
| 2000 | «Л» значит Любовь (сериал)        | Элиза (2003)                  |
| 2000 | Lokatorzy (сериал)                | Юлия (2003)                   |
| 2001 | Więzy krwi (сериал)               | Марыся                        |
| 2002 | Samo Życie (сериал)               | Агата Ровицка (2002—2006)     |
| 2003 | Журек                             | Ивонка                        |
| 2004 | Преступники (сериал)              | девушка (2005)                |
| 2006 | Olek                              | Ола                           |
| 2006 | Кто никогда не жил                | Кася                          |
| 2006 | Дублёры                           | Ола                           |
| 2007 | Все будет хорошо                  | Йолка                         |
| 2007 | Предатели (сериал)                | Лидка                         |
| 2008 | В ожидании любви                  | девушка с цветком             |
| 2008 | Лондонцы (сериал)                 | Ася                           |
| 2008 | Время тьмы                        | Каролина                      |
| 2008 | Lawina                            | Камилла                       |
| 2008 | Отец Матфей (сериал)              | Агата Лисовска (2009—2011)    |
| 2009 | Идеальный парень для моей девушки | девственница                  |
| 2010 | Крещение                          | Магда                         |
| 2010 | Спасатели (сериал)                | Юстина                        |
| 2010 | Отель 52 (сериал)                 | Беата Бартневска              |
| 2010 | Szpilki na Giewoncie (сериал)     | Агнешка Липницка (2011—2012)  |
| 2011 | Среди нас                         | Ага                           |
| 2012 | Пятое время года                  | попутчица                     |
| 2012 | Комиссар Алекс (сериал)           | актриса Агнешка Гордон (2013) |
| 2012 | Правосудие Агаты (сериал)         | Юлия Навроцка (2014)          |
| 2013 | Польская сибириада                | Сильвия                       |

## Награды
- 2004: кинопремия «Орлы» за лучшую женскую роль второго плана в фильме «Журек»
- 2004: «Специальная Серебряная статуэтка» — фильм «Журек»
- 2013: награда им. Шиллера